# Konstantín Rokossovski

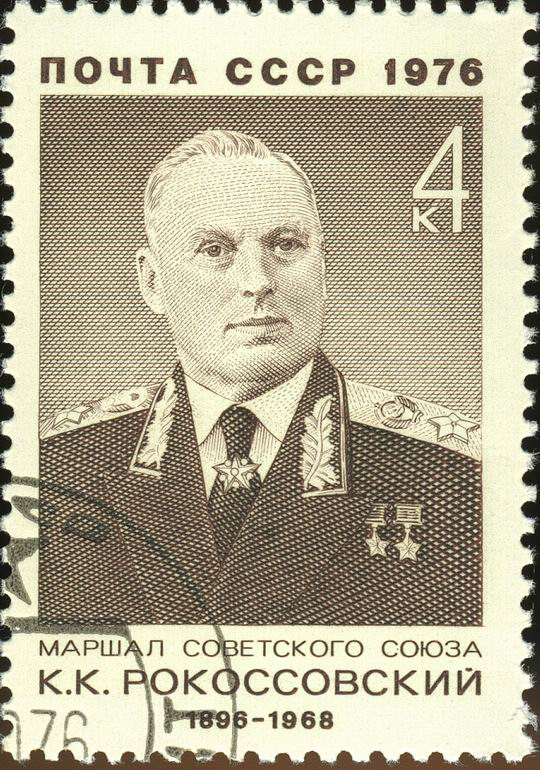
Rokossovsky (1976)

Konstantín Rokossovski (polonès: Konstanty Rokossowski)  (Cieliachany, 9 de desembre de 1896 (Julià) - Moscou, 3 d'agost de 1968), nom complet amb patronímic Konstantín Konstantinovitx Rokosovski, rus: Константин Константинович Рокоссовский, fou un comandant militar soviètic durant la Segona Guerra Mundial i Ministre de Defensa polonès, guanyador de l'Orde de la Victòria i Heroi de la Unió Soviètica.

## Biografia
El lloc de naixement de Rokossovsky no és clar, car algunes fonts el situen a Varsòvia, mentre que d'altres el situen a Velikiye Luki, al nord de Rússia (i que la seva família es mudà a Varsòvia poc després). La seva família era membre de la noblesa polonesa, i hi havia diversos membres de la cavalleria. Tanmateix, el seu pare era un treballador del ferrocarril. Orfe als 14 anys, comença a treballar a una fàbrica i poc temps després comença com aprenent de picapedrer (molt temps després, el govern de la República Popular de Polònia ho aprofità per dir que Rokosovski havia ajudat a construir el pont de Poniatowki, de Varsòvia). En algun moment d'aquesta etapa decidí russificar el seu nom canviant el patronímic Ksaveróvitx a Konstantínovitx, amb l'esperança que li facilitaria la seva carrera a l'Imperi Rus.

### Carrera militar inicial
Amb l'esclat de la I Guerra Mundial, Rokossovski s'uní a l'Exèrcit Rus, servint com a sots-oficial a un regiment de dragons. El 1917 s'afilià al Partit Bolxevic i aviat entrà a l'Exèrcit Roig. Durant la Guerra Civil Russa avançà fins al rang de comandant. En les campanyes contra l'Exèrcit Blanc de l'Almirall Koltxak, rebé la llavors màxima condecoració soviètica, l'Orde de la Bandera Roja. El 1920 participà en la Guerra Poloneso-Soviètica.
Després de la Guerra Civil, Rokossovski estudià a l'Acadèmia Militar Frunze i fou comandant superior de cavalleria a l'Exèrcit Roig. Durant la dècada del 20 la seva divisió s'estigué a Mongòlia. El 1929, d'acord amb el govern xinès, prengué part en la defensa del Ferrocarril Oriental contra els senyors de la guerra.
A inicis de la dècada dels 30, Rokossovski va ser el primer a adonar-se del potencial dels assalts blindats. Advocà per la creació d'un fort cos blindat per l'Exèrcit Roig. L'encesa promoció d'aquesta idea li portà molts conflictes amb diversos dels vells comandants de l'Exèrcit Roig, especialment de Semion Budionni, que encara recolzava les tàctiques de cavalleria clàssiques. Sembla que aquest va ser un dels motius pels quals es va transformar en un objectiu durant les purgues.

### La Gran Purga
Rokossovski era un comandant superior fins al 1937, quan va ser capturat durant la Gran Purga estalinista i acusat de "connexions amb la intel·ligència estrangera". Després d'interrogatoris i tortures (que van comportar la pèrdua de 9 dents, 3 costelles trencades, que li arranquessin les ungles i 3 simulacres d'afusellament), va ser enviat a un camp de treball a Norlisk, on es va estar fins al març de 1940, quan va ser alliberat sense explicació, aparentment en preparació a la Segona Guerra Mundial. Primer va estar una temporada al balneari de Sotxi a la costa del Mar Negre, i després d'una trobada amb Stalin va tornar a lluir el rang de Comandant de Cos a la Regió Militar de Kíev.

### La Gran Guerra Patriòtica
Quan l'Alemanya nazi envaí la Unió Soviètica al juny de 1941, Rokossovski esdevingué comandant del 16è Exèrcit estacionat prop de Smolensk. Durant la dura lluita de l'hivern de 1941-42, Rokossovsky tingué un paper clau durant la batalla de Moscou a les ordres del Mariscal Júkov. A inicis de 1942 fou traslladat al Front de Briansk. Allà lluita amb el flanc dret de les forces soviètiques mentre que els alemanys es dirigien cap al Don i Stalingrad a l'estiu de 1942. Durant la batalla de Stalingrad Rokossovski, comandant el Front del Don, comandà l'ala nord del contraatac soviètic que encerclà el 6è Exèrcit alemany del mariscal Paulus i que feu possible la victòria soviètica. El 1943, després de ser nomenat comandant del Front Central, conduí amb èxit les operacions defensives al sortint de Kursk, i liderà el contraatac soviètic que derrotà la darrera gran ofensiva alemanya al Front Oriental i permeté als exèrcits soviètics avançar fins a Kíev. El Front Central va ser reanomenat 1r Front de Belarús, amb el que l'exèrcit soviètic penetrà a Belarús i a Polònia. Després de l'èxit de l'Operació Bagration, la reputació de Rokossovski quedà assegurada, i després d'aniquilar les forces alemanyes, els exèrcits de Rokossovski arribaren a la riba est del Vístula, tocant a Varsòvia. Per aquestes victòries va ser elevat al rang de Mariscal de la Unió Soviètica.
Mentre que les tropes de Rokossovski descansaven junt al Vístula, tingué lloc la Sublevació de Varsòvia (agost/octubre 1944), a càrrec de l'Exèrcit Local Polonès (AK) sota les ordres del Govern Polonès a l'exili a Londres. Donat que els objectius de l'AK eren alliberar la ciutat abans de l'arribada dels soviètics per evitar l'establiment d'un govern comunista, Stalin ordenà a Rokossovski no ajudar els nacionalistes polonesos, ordres que ell obeí. Hi ha molta especulació sobre quins eren realment els sentiments de Rokossovski en aquesta decisió.
El novembre de 1944 fou traslladat al 2n Front de Belarús, que avança cap a la Prússia Oriental i pel nord de Polonia fins a Oder at Sttetin. A finals d'abril enllaçà amb les forces britàniques del mariscal Bernard Montgomery al nord d'Alemanya mentre que les forces de Júkov i Koniev capturaven Berlín.

### Postguerra
Amb el final de la guerra, Rokossovski romangué al comandament de les forces soviètiques a Polònia. A l'octubre de 1949, amb l'establiment del govern comunista de Bolesław Beirut a Polònia, Rokossovsky, d'acord amb les ordres de Stalin, esdevingué el Ministre de Defensa Nacional Polonès, amb el títol addicional de Mariscal de Polònia. Juntament amb Rokossovski, centenars d'oficials soviètics van ser posats al càrrec de gairebé totes les unitats militars poloneses, bé com a oficials comandants o bé com a consellers.
El 1952 esdevingué President del Consell de Ministres de la República Popular de Polònia. Si bé era nominalment polonès, Rokossovsky no havia viscut a Polònia durant 35 anys, i molts el veien com un emissari soviètic al país, especialment quan veien que ni tan sols parlava polonès. Va ser responsable de la supressió del moviment de resistència polonès i de l'estalinització i la sovietització de Polònia i especialment de l'exèrcit. Com a comandant superior de l'exèrcit, introduí diversos mètodes de supressió d'activitats anti-soviètiques, sent la més notòria els batallons de treball, on tots aquells no considerats gaire segurs políticament eren enviats (estimant-se que uns 200.000 homes van ser enviats a treballar a aquests batallons en condicions infrahumanes, sovint a les mines de carbó i urani o a les pedreres). El 1956, durant les protestes de Poznań contra la presència soviètica, Rokossovski aprovà l'enviament d'unitats militars contra els manifestants, acció que s'estima que provocà uns 74 civils morts.
Quan els reformadors comunistes de Władysław Gomułka van intentar assolir el poder a Polònia el 1956, Rokossovski va anar a Moscou per intentar convèncer Nikita Khrusxov per usar la força contra els polonesos, però després de les negociacions entre Gromulka i Khrusxov, Rokossovski tornà a la Unió Soviètica, on se li va restaurar el seu rang de Mariscal de la Unió Soviètica.
El 1957 fou nomenat Adjunt al Comissari de Defensa i Comandant del Districte Militar Transcaucàsic; el 1958 esdevingué Cap Inspector del Ministeri de Defensa, càrrec que ocupà fins als seu retir a l'abril de 1962.
Morí a l'agost de 1968, amb 74 anys, i està enterrat a la Plaça Roja de Moscou, prop del Kremlin.

## Dates de promocions
1. General Leytenant (Major General) - setembre de 1941
2. General Polkovnik (Tinent General) - 15 de gener de 1943
3. General Armiyi (General) - 28 d'abril de 1943
4. Marshal Sovietskovo Soyuza (Mariscal de la Unió Soviètica) - 29 de juny de 1944

## Condecoracions
- Heroi de la Unió Soviètica (2)
- Orde de la Victòria
- Orde de Lenin (7)
- Orde de la Bandera Roja (6)
- Orde de Suvorov
- Orde de la Revolució d'Octubre
- Medalla del 20è Aniversari de l'Exèrcit Roig
- Medalla de la defensa de Moscou
- Medalla de la defensa de Stalingrad
- Medalla de la defensa de Kíev
- Medalla per l'Alliberament de Varsòvia
- Medalla per la Conquesta de Königsberg
- Medalla de la victòria sobre Alemanya en la Gran Guerra Patriòtica 1941-1945
- Medalla del 30è Aniversari de l'Exèrcit i l'Armada Soviètics
- Medalla del 40è Aniversari de les Forces Armades Soviètiques
- Medalla del 800è Aniversari de Moscou
- Gran Creu de l'orde Virtuti Militari (Polònia)
- Comandant de l'Orde del Bany (UK)
- Gran Oficial de la Legió d'Honor (França)
- Cap Comandant de la Legió del Mèrit (EUA)